# Caribbean Examinations Council
Het Caribbean Examinations Council (Caribische Examenraad; CXC) is een instelling van de Caricom. Het werd in 1972 opgericht en is gevestigd in Bridgetown op Barbados.
Het CXC is een exameninstituut voor de Caribische regio dat examineert op secundair onderwijsniveau. Daarnaast adviseert het regeringen, produceert het onderwijsmateriaal en traint het leraren om het onderwijsmateriaal van de CXC te gebruiken.
De certificaten geven toegang tot een vervolgstudie aan universiteiten van de Caricom-landen, zoals Suriname, en erbuiten. Het onderwijssysteem van de CXC wordt ook gebruikt op de Saba Comprehensive School op Saba en de Gwendoline van Putten School op Sint Eustatius.

## Aangesloten eilanden
De volgende (ei)landen zijn aangesloten bij de CXC:
- Anguilla
- Antigua en Barbuda
- Barbados
- Belize
- Britse Maagdeneilanden
- Cayman Islands
- Dominica
- Grenada
- Guyana
- Jamaica
- Montserrat
- Saba
- Saint Kitts en Nevis
- Saint Lucia
- Saint Vincent en de Grenadines
- Sint Eustatius
- Sint Maarten
- Trinidad en Tobago
- Turks- en Caicoseilanden